# El Sant Sopar (Leonardo da Vinci)
|  | Aquest article tracta sobre l'obra de Leonardo da Vinci. Vegeu-ne altres significats a «Santa Cena». |

El Sant Sopar o El Darrer Sopar (en italià: Il Cenacolo 'el cenacle' o L'Ultima Cena 'el darrer sopar') és una pintura mural de l'artista italià de l'Alt Renaixement Leonardo da Vinci, realitzada entre el 1494 o 1495 i el 1498, allotjada al refectori del convent de Santa Maria delle Grazie a Milà, Itàlia. El quadre representa l'escena de l'Últim Sopar de Jesús amb els Dotze Apòstols, tal com consta a l'Evangeli de Joan, concretament el moment després que Jesús anunciï que un dels seus apòstols el trairà. El seu maneig de l'espai, el domini de la perspectiva, el tractament del moviment i la complexa mostra de l'emoció humana l'han convertit en una de les pintures més reconeixibles del món occidental i entre les obres més celebrades de Leonardo. Alguns comentaristes la consideren una obra fonamental a l'hora d'inaugurar la transició cap al que ara s'anomena l'Alt Renaixement.
L'obra va ser encarregada com a part d'un pla de renovació de l'església i els seus edificis del convent pel mecenes de Leonardo Ludovico Sforza, duc de Milà, i la seva esposa Beatrice d'Este, tal com demostren els escuts ducals pintats a les tres llunetes del sostre. Per permetre el seu programa de pintura inconsistent i les revisions freqüents, està pintat amb materials que permeten alteracions regulars: tremp sobre gesso, brea i mástic. A causa dels mètodes utilitzats, la varietat de factors ambientals i els danys intencionats, al segle XXI queda poca part de la pintura original malgrat els nombrosos intents de restauració, l'últim es va completar l'any 1999. L'Últim Sopar és l'obra més gran de Leonardo, a part de la Sala delle Asse.

## Descripció

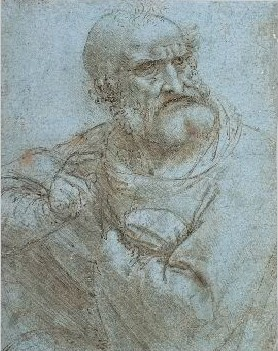
Esborrany d'un dels apòstols

### Creació
L'Últim Sopar mesura 460 × 880 cm (180 × 350 in) i cobreix una paret final del menjador del monestir de Santa Maria delle Grazie a Milà, Itàlia. La temàtica era tradicional per als refetoris, tot i que la sala no era un refectori en el moment que Leonardo la va pintar. L'edifici principal de l'església encara estava en construcció mentre Leonardo estava component la pintura. El patró de Leonardo, Ludovico Sforza, va planejar que l'església fos remodelada com un mausoleu familiar. Amb aquesta finalitat, es van fer canvis, en part d'acord als plans de Donato Bramante. Aquests plànols no es van executar del tot i es va construir una capella mortuori més petita, adjacent al claustre. La pintura va ser encarregada per Sforza per decorar la paret del mausoleu. Les llunetes que hi ha sobre el quadre principal, formades pel sostre de triple arc del refectori, estan pintades amb els escuts dels Sforza. La paret oposada del refectori està coberta pel fresc de la Crucifixió de Giovanni Donato da Montorfano, al qual Leonardo va afegir figures de la família Sforza al tremp; aquestes figures s'han deteriorat de la mateixa manera que L'últim sopar.
Leonardo va treballar a L'últim sopar entre 1495 i 1498 aproximadament, però no va treballar contínuament. La data d'inici no és segura, ja que els arxius del convent de l'època han estat destruïts. Un document datat l'any 1497 indica que la pintura estava gairebé acabada en aquella data. Un prior del monestir es va queixar a Leonardo del seu retard. Leonardo va escriure al cap del monestir, explicant-li que havia estat lluitant per trobar el rostre dolent perfecte per a Judes, i que si no trobava un rostre que correspongués amb el que tenia en ment, utilitzaria els trets del prior que s'havia queixat.
El 1557, Gian Paolo Lomazzo va escriure que l'amic de Leonardo, Bernardo Zenale, li va aconsellar que deixés el rostre de Crist inacabat, argumentant que "seria impossible imaginar cares més encantadores o més gentils que les de Jaume el Major o Jaume el Menor". Aparentment, Leonardo va seguir el consell.

### Tècnica

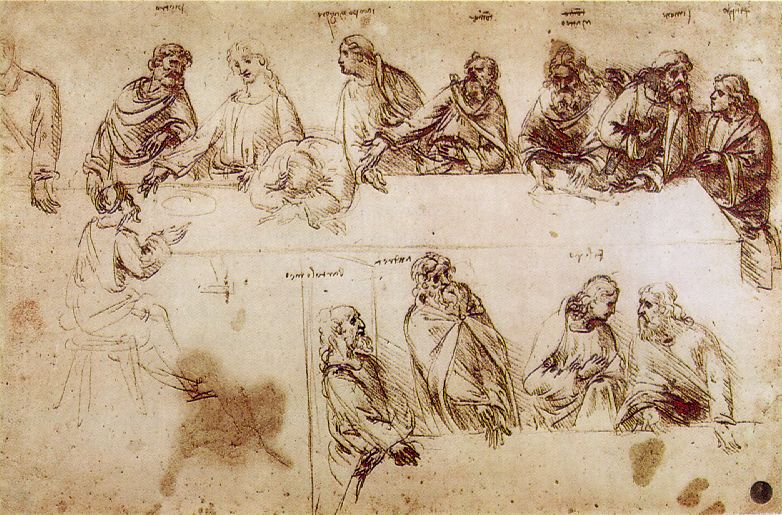
Estudi sobre la disposició dels apòstols al voltant de la taula

Leonardo, com a pintor, va afavorir la pintura a l'oli, un mitjà que permet a l'artista treballar lentament i fer canvis amb facilitat. La pintura al fresc no facilita cap d'aquests objectius. Leonardo també va buscar una major lluminositat i intensitat de llum i ombra (clarobscur) que la que es podria aconseguir amb el fresc, en què els colors solubles en aigua es pinten sobre guix humit, col·locats recentment cada dia en seccions. En lloc d'utilitzar el mètode provat de pintar a les parets, Leonardo va pintar L'Últim Sopar al tremp, el mitjà utilitzat generalment per a la pintura sobre panells. La pintura es troba en una paret de pedra segellada amb una doble capa de gesso, brea i llentiscle. Després va afegir una capa inferior de plom blanc per millorar la brillantor del tremp que s'aplicava a la part superior. Aquest era un mètode que havia estat descrit anteriorment per Cennino Cennini al segle XIV. Tanmateix, Cennini va descriure la tècnica com més arriscada que la pintura al fresc, i va recomanar l'ús de la pintura en un mitjà més superficial només per als tocs finals.

### Temàtica

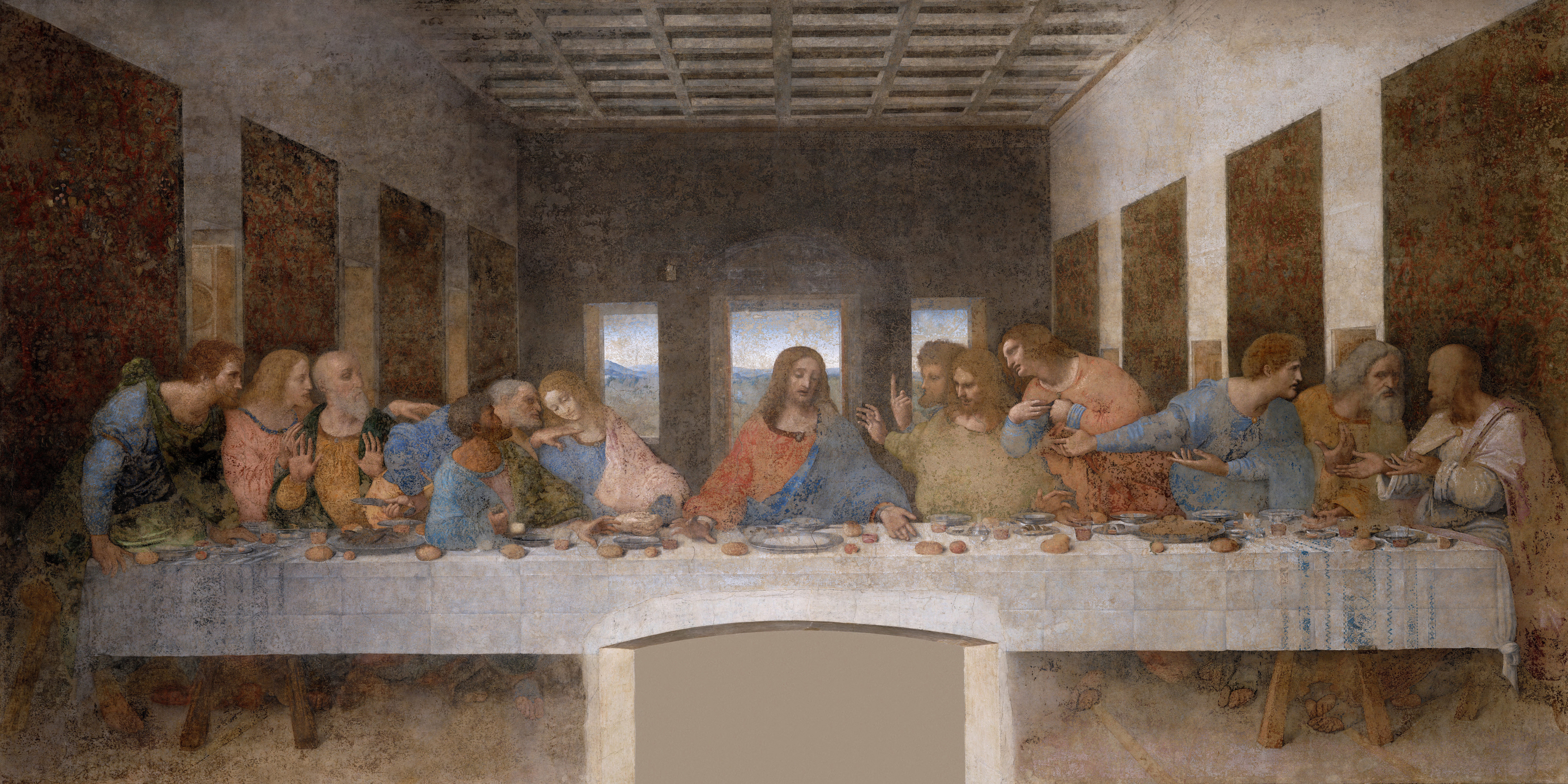
El Sant Sopar de Leonardo da Vinci

L'Últim Sopar retrata la reacció de cada apòstol quan Jesús va dir que un d'ells el trairia. Tots els dotze apòstols tenen diferents reaccions a la notícia, amb diversos graus d'ira i commoció. Els apòstols van ser identificats pels seus noms, utilitzant una còpia al fresc de mitjans del segle XVI sense signar del Cenacolo de Leonardo. Abans d'això, només Judes, Pere, Joan i Jesús havien estat identificats positivament. D'esquerra a dreta, segons els caps dels apòstols:

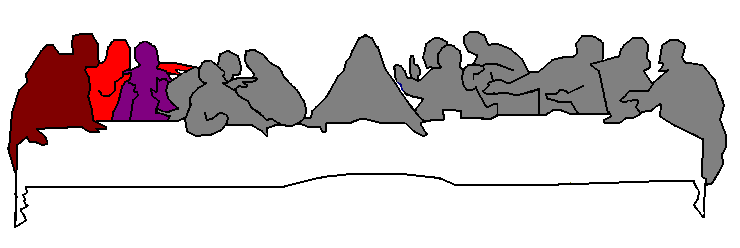
Bartomeu, Jaume i Andreu

- Bartomeu, Jaume, fill d'Alfeu, i Andreu formen un grup de tres que estan sorpresos.

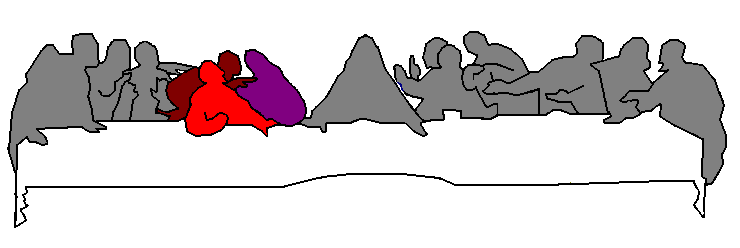
Judes Iscariot, Pere i Joan

- Judes Iscariot, Pere i JoanJudes Iscariot, Pere i Joan formen un altre grup de tres. Judes vesteix de vermell, blau i verd i està a l'ombra, sembla retraït i sorprès per la sobtada revelació del seu pla. Agafa una petita bossa, potser significa la plata que se li va donar com a pagament per trair Jesús, o potser una referència al seu paper de tresorer.[16] També està bolcant el saler, el que es pot relacionar amb una expressió que significa trair el propi amo. És l'única persona que té el colze sobre la taula i el seu cap també és verticalment el més baix de tots els de la pintura. Pere porta una expressió d'ira i sembla que sosté un ganivet, presagiant la seva violenta reacció a Getsemaní durant la detenció de Jesús, quan es va encarar violentment amb els soldats. Pere s'inclina cap a Joan i li toca l'espatlla, en referència a l'Evangeli de Joan on fa un senyal al "deixeble estimat" perquè demani a Jesús qui l'ha de trair. L'apòstol més jove, Joan, sembla desmaiar-se i inclinar-se cap a Pere.

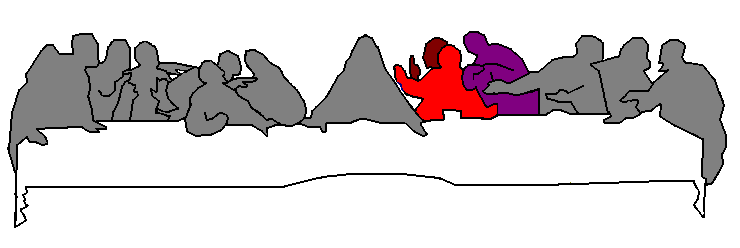
Tomàs, Jaume el Major i Felip

- JesúsTomàs, Jaume el Major i Felip

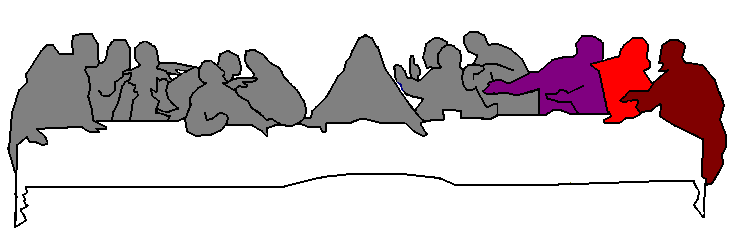
Mateu, Judes Tadeu i Simó

- Tomàs, Jaume el Major i Felip són el següent grup de tres. Tomàs està clarament molest; el dit índex aixecat presagia la seva incredulitat davant la Resurrecció. Jaume el Major es veu atordit, amb els braços en l'aire. Mentrestant, sembla que en Felip demana alguna explicació.Mateu, Judes Tadeu i Simó
- Mateu, Judes Tadeu i Simó són l'últim grup de tres. Tant Tadeu com Mateu es giren cap a Simó, potser per esbrinar si té alguna resposta a les seves preguntes inicials.

En comú amb altres representacions de l'Últim Sopar d'aquesta època, Leonardo fa seure els comensals a un costat de la taula, de manera que cap d'ells dona l'esquena a l'espectador. Les estovalles són blanques amb ratlles blaves, colors comunament associats amb el poble jueu. Aquesta és l'única referència oberta del quadre a l'ètnia de Jesús i els seus deixebles. La majoria de les representacions anteriors excloïen Judes posant-lo sol al costat oposat de la taula dels altres onze deixebles i Jesús, o col·locant al voltant de Jesús tots els deixebles excepte Judes. Leonardo, en canvi, fa que Judes s'inclini cap a l'ombra. Jesús prediu que el seu traïdor s'emportarà el pa al mateix temps que ho fa amb Tomàs i Jaume el Major a la seva esquerra, que reaccionen horroritzats mentre Jesús assenyala amb la mà esquerra un tros de pa davant d'ells. Distret per la conversa entre Joan i Pere, Judes cerca un tros de pa diferent sense notar que Jesús massa estira amb la mà dreta cap a ell (Mateu 26:23). Els angles i la il·luminació criden l'atenció sobre Jesús, la galta dreta del qual es troba en el punt de fuga de totes les línies de perspectiva. A més, la pintura va demostrar l'ús magistral de la perspectiva de Leonardo, ja que "crida la nostra atenció cap al rostre de Crist al centre de la composició, i el rostre de Crist, a través de la seva mirada cap avall, dirigeix el nostre enfocament al llarg de la diagonal del seu braç esquerre. a la seva mà i, per tant, al pa".
Segons informa, Leonardo va utilitzar persones a Milà i als voltants com a inspiració per a les figures de la pintura. El prior del convent es va queixar a Sforza de la "mandra" de Leonardo mentre vagava pels carrers per trobar un criminal per inspirar-se a l'hora de fer Judes. Leonardo va respondre que si no trobava ningú més, el prior faria un model adequat. Mentre s'executava el quadre, l'amic de Leonardo, el matemàtic Luca Pacioli, el va anomenar "un símbol del desig ardent de salvació de l'home".

## Història

### Còpies antigues
Se sap que existeixen dues còpies primerenques de L'últim sopar, que se suposa que són obra dels ajudants de Leonardo. Les còpies tenen gairebé la mida de l'original i han sobreviscut amb una gran quantitat de detalls originals encara intactes. Una, de Giampietrino, es troba a la col·lecció de la Royal Academy of Arts, Londres, i l'altre, de Cesare da Sesto, està instal·lada a l'església de Sant Ambrosio de Ponte Capriasca, Suïssa. Una tercera còpia (oli sobre tela) està pintada per Andrea Solari (c. 1520) i s'exposa al Museu Leonardo da Vinci de l'Abadia de Tongerlo, Bèlgica.

### Deteriorament i restauracions

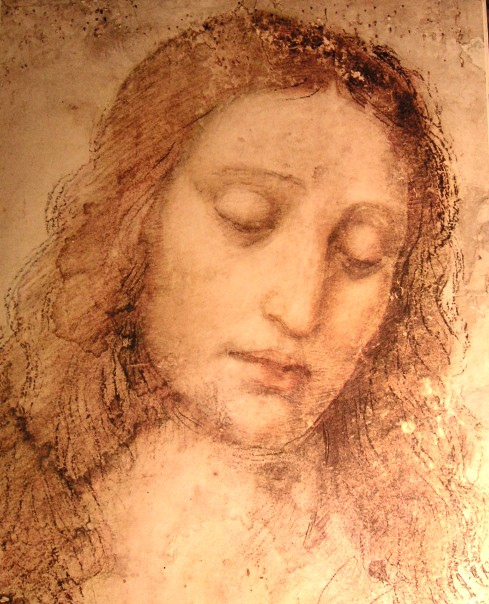
Estudi sobre el rostre de Crist

Les característiques tècniques i ambientals del mural van fer que molt aviat -se'n té constància des del 1517- comencés a escrostonar-se. L'any 1556, abans dels 60 anys de la seva realització, el biògraf de Leonardo, Giorgio Vasari, explica que la pintura era tan deteriorada que les figures ja no es podien reconèixer. El 1652, es va obrir una porta sobre el pany de paret on es trobava la pintura -que llavors no era encara tan apreciada. Més tard, es va tapiar i encara ara es pot veure un arc irregular prop del centre de la base de l'obra. Aquella estructura va malmetre per sempre la part de la pintura on Leonardo havia pintat els peus de Jesús; algunes còpies anteriors suggereixen que la posició dels peus rememorava la posterior crucifixió. El 1768, es va disposar una cortina sobre la pintura per a protegir-la, però això feia acumular la humitat i rascava les escames que es feien a la pintura cada vegada que es feia córrer.
La primera restauració fa ser realitzada el 1726 per Michelangelo Bellotti, que omplí seccions desaparegudes amb pintura a l'oli i envernissà el mural sencer per a fer reviure els colors. Però els colors de Bellotti també s'apagaren i, el 1770, se n'encarregava una altra a Giuseppe Mazza. Mazza arrencà la part repintada per Bellotti, però es dedicà ell també a repintar l'obra de Leonardo, utilitzant un ferro de xemeneia per rascar-la; havia refet ja tres cares quan el prior del convent fou traslladat i el seu successor aturà immediatament la malifeta.
El 1796, Napoleó visità l'obra i ordenà que se la preservés, però no se l'obeí i el refectori fou utilitzat primer com a cavallerissa i després com a magatzem de farratge. Els soldats francesos feien punteria amb pedres contra els apòstols i mitjançant escales pujaven a rascar-los-hi els ulls.
El 1800, durant una inundació, l'aigua arribà a tenir un pam dins el refectori i acabà desapareixent per simple evaporació. Més tard, el refectori fou utilitzat com a presó, tot i que no es coneix si algun pres pogué malmetre la pintura.
El 1821, Stefano Barezzi, un expert a treure frescos intactes de les seves parets originals, era contractat per traslladar el mural a un lloc més segur. Va malmetre la part central de l'obra abans d'entendre que l'obra de Leonardo no era un fresc. Barezzi va provar llavors de protegir les àrees malmeses aplicant-hi un adhesiu líquid. Entre el 1901 i el 1908, Luigi Cavenaghi va completar primerament un estudi de l'estructura de la pintura i després la netejà. El 1924, Oreste Silvestri continuà netejant i estabilitzant-ne algunes parts amb estuc.
El 5 d'agost del 1943, durant la Segona Guerra Mundial, el refectori fou ensorrat per les bombes. Sortosament, les proteccions amb sacs de sorra van preservar la pintura dels efectes de les explosions, però no així dels efectes de les vibracions. Entre el 1951 i el 1954, una nova restauració consistent a netejar i estabilitzar-ne la pintura va ser duta a terme per Mauro Pelliccioli.

### Restauració més important

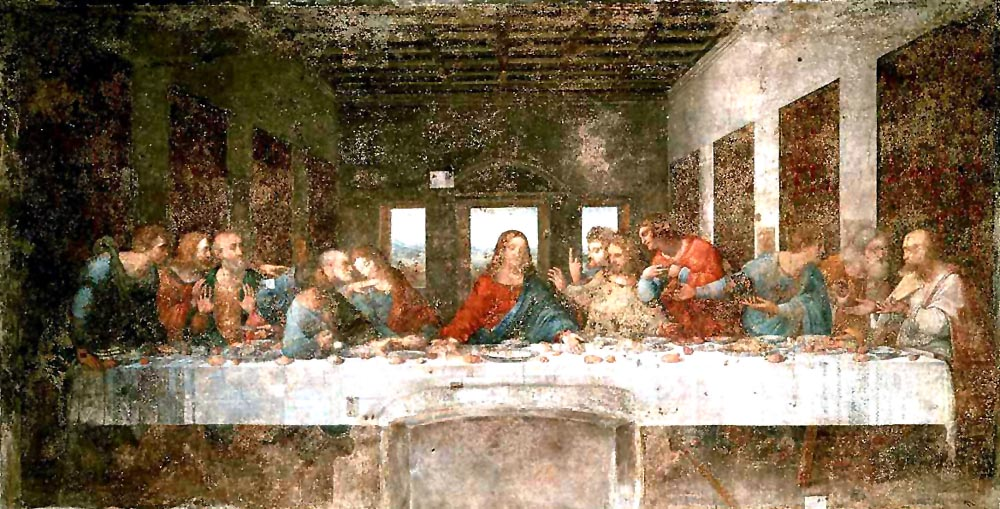
La pintura tal com es veia als anys setanta

L'aspecte de la pintura a finals de la dècada de 1970 s'havia deteriorat molt. Del 1978 al 1999, Pinin Brambilla Barcilon va guiar un important projecte de restauració per estabilitzar la pintura i revertir els danys causats per la brutícia i la contaminació. També es van revertir els intents de restauració dels segles XVIII i XIX. Com que s'havia demostrat poc pràctic traslladar la pintura a un entorn més controlat, el refectori es va convertir en un entorn segellat i climatitzat, la qual cosa significava tapiar les finestres. A continuació, es va realitzar un estudi detallat per determinar la forma original de la pintura, mitjançant proves científiques (especialment reflectoscòpia infraroja i mostres de nucli microscòpics) i dibuixos animats originals conservats a la Biblioteca Reial del Castell de Windsor. Algunes zones es van considerar irrecuperables. Es van repintar amb aquarel·la en colors suaus amb la intenció d'indicar que no eren obres originals.
Aquesta restauració va durar 21 anys i, el 28 de maig de 1999, el quadre es va tornar a exposar. Els visitants havien de reservar amb antelació i només podien romandre 15 minuts al davant del quadre. Quan es va donar a conèixer, es va despertar una considerable controvèrsia pels canvis dramàtics de colors, tons i fins i tot algunes formes facials. James Beck, professor d'història de l'art a la Universitat de Colúmbia i fundador d'ArtWatch International, havia estat un crític especialment dur. Michael Daley, director d'ArtWatch UK, també s'ha queixat de la versió restaurada del quadre. Ha estat crític amb el braç dret de Crist a la imatge que s'ha alterat d'una màniga que Daley anomena "draperies semblants a una màniga".